# Wojciech Jasiński
Wojciech Stefan Jasiński (sinh ngày 1 tháng 4 năm 1948 tại Gostynin) là Chủ tịch Ban Giám sát của tập đoàn Polski Koncern Naftowy Orlen Spółka Akcyjna (gọi tắt là: PKN Orlen). Ông là giám đốc điều hành tập đoàn PKN Orlen từ năm 2015 đến năm 2018.

## Tiểu sử
Jasiński tốt nghiệp Đại học Warszawa năm 1972, ngành Khoa Luật và Hành chính. Ông làm việc tại Ngân hàng Quốc gia Ba Lan và Văn phòng Kiểm toán Tối cao, đồng thời là Chủ tịch Hội đồng quản trị của Công ty Srebrna.
Năm 1998, Jasiński được bổ nhiệm vào Ban kiểm soát của Ngân hàng Ochrony Środowiska. Tháng 9 năm 2000, ông đảm nhận chức vụ Thứ trưởng Bộ Tư pháp, giữ chức vụ này cho đến tháng 7 năm 2001. Jasiński từng là Bộ trưởng Bộ Kho bạc Nhà nước trong Nội các của Kazimierz Marcinkiewicz và Nội các của Jarosław Kaczyński.
Từ năm 2001 đến 2015 (nhiệm kỳ 4, 5, 6, 7 và 8), Jasiński là thành viên của Sejm (Hạ viện Ba Lan). Trong nhiệm kỳ đại biểu Quốc hội, ông giữ nhiều vai trò quan trọng như Chủ nhiệm Ủy ban Kinh tế, Chủ nhiệm Ủy ban Tài chính công và Chủ nhiệm Tiểu ban Thường trực Hệ thống Ngân hàng và Chính sách tiền tệ.
Vào ngày 16 tháng 12 năm 2015, Jasiński được Ban kiểm soát của tập đoàn PKO Bank Polski bổ nhiệm làm Giám đốc điều hành.